# Гробниця Фірдоусі

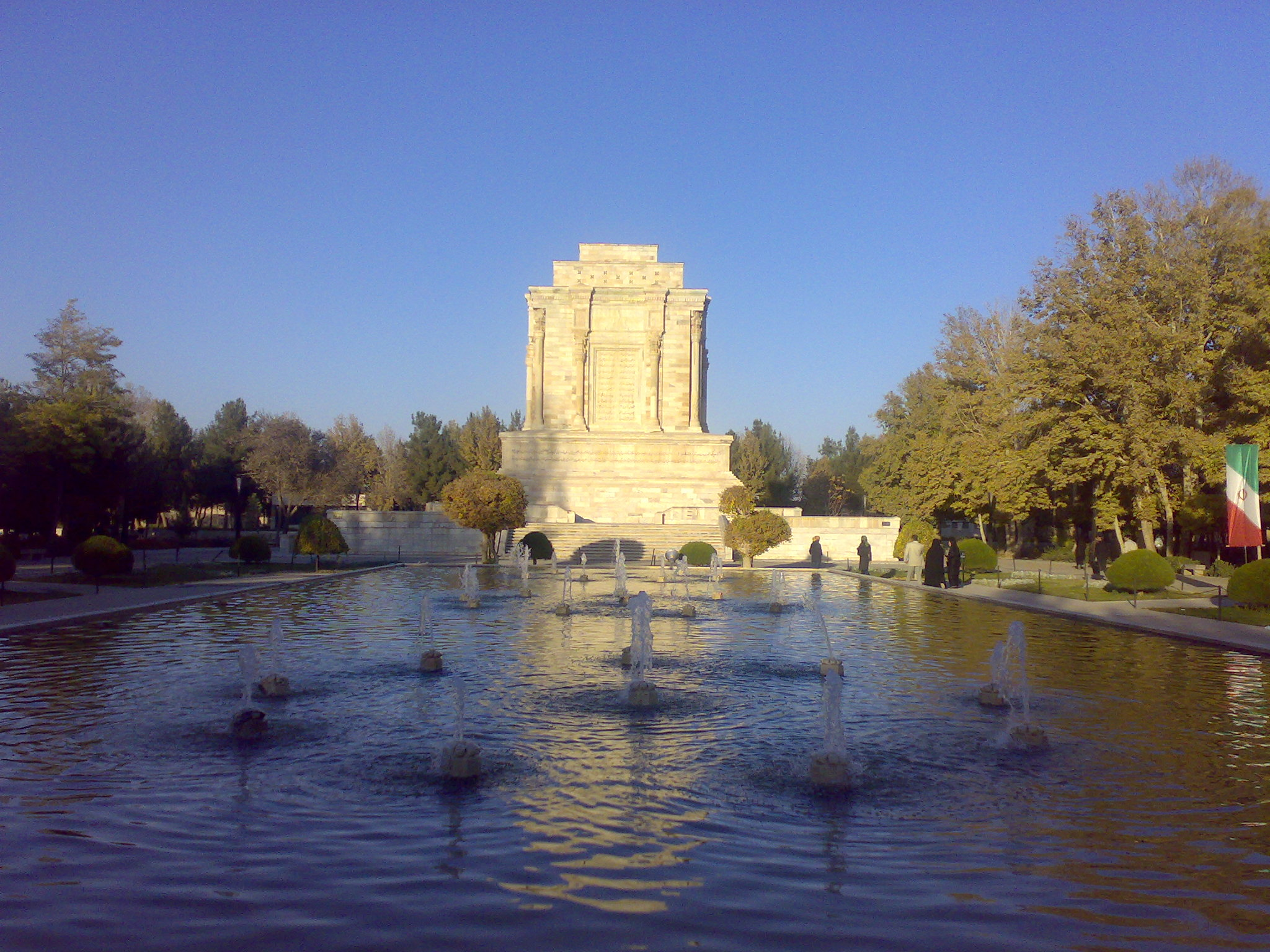
Панорамний вид на гробницю Фірдоусі

36°29′10″ пн. ш. 59°31′03″ сх. д. / 36.486130555556° пн. ш. 59.517538888889° сх. д.
Гробниця Фірдоусі (перс. آرامگاه فردوسی ‎) — меморіальний комплекс з білого мармуру, що розташований в місті Тус, в провінції Хорасан-Резаві в Ірані. Присвячений великому перському поетові, «батьку перської мови» Хакиму Абулькасиму Мансуру Гасану Фірдоусі Тусі.

## Розташування
Гробниця Фірдоусі знаходиться в Тусі, за 25 кілометрів на північний захід від Мешхеда (столиці провінції Хорасан-Резаві) між двома селами — Тус-е Софалі та Есламіє.

## Опис
Комплекс побудований у стилі традиційного перського саду «чахарбаг» (перс. چهارباغ ‎). У центрі саду знаходиться споруда, більша частина якої виготовлена з білого мармуру. Її можна розділити на фундамент та кубічну конструкцію на ньому, прикрашену з кожного боку колонами, рельєфами зі сценами із « Шахнаме» та уривками з поеми. Використано традиційний шрифт перської каліграфії — насталік. Гробниця також прикрашена квітковими орнаментами.
Тіло поета лежить під верхньою частиною конструкції. Гробниця має дванадцять сходинок, що ведуть від нижньої точки фундаменту до початку кубічної конструкції.
Унікальною особливістю конструкції є той факт, що за архітектурними характеристиками вона нагадує гробницю Кира Великого у Пасаргадах. Ця схожість навмисна, тому що таким чином архітектор повинен був наблизити конструкцію до традиційного стилю епохи Ахеменідів. Кожна сторона гробниці прикрашена висіченим у ній фаравахаром — символом зороастризму.
Внутрішні стіни гробниці прикрашені головними сценами із героїчного епосу «Шахнаме». Внутрішнє оздоблення мавзолею було створено архітектором Ферідуном Садекі. Він спроектував високореалістичні сюжети, використовуючи статуї та рельєфи героїв поеми. Богатир Рустам бере участь майже на всіх сценах, зображених на стінах.
Безпосередньо на мармуровій могилі Фірдоусі вибиті рядки перською мовою, що описують внесок поета в перську літературу. Тут також є дати народження і смерті Фірдоусі та дата побудови мавзолею.

## Історія
Фірдоусі — видатний перський поет, автор знаменитого героїчного епосу «Шахнаме» помер 1020 року в Тусі — там, де народився. Визнання до нього прийшло вже після смерті. Протягом дев'яти століть Фірдоусі мав дуже скромний мавзолей: один із правителів династії Газневідів наказав побудувати невеликий храм у саду будинку, де дочка Фірдоусі поховала батька. Пізніше Абдулла-хан II (1533—1598) наказав провести роботи з відновлення цього храму.
На початку XX століття уряд Ірану почав усвідомлювати важливість національної ідентичності для управління державою з такою багатою історією.
У 1934 році уряд Рези Шаха Пехлеві визнав культурну і літературну важливість Фірдоусі й ухвалив рішення про побудову монументального мавзолею на його честь. Главою проєкту виступив іранський архітектор Хадж Хоссейн Лурзаде, який на той момент вже створив величезну кількість архітектурних шедеврів в Ірані, таких як палац шаха в Рамсарі, мечеть імама Хусейна та частина ансамблю Мармурового палацу.
На урочисту церемонію відкриття мавзолею, що збіглася з тисячоліттям Фірдоусі, було запрошено величезну кількість поетів з різних країн, у тому числі з Таджикистану, Індії, Німеччини, Франції, Великої Британії тощо. Пізніше за кошти, зібрані іранськими вченими, було зведено пам'ятник поетові, який знаходиться на іншому боці меморіального комплексу, навпроти гробниці.
Через деякий час архітектор Карім Тахерзаде дещо змінив первісний вигляд культурного об'єкта: куполоподібна форма гробниці змінилася на сучасний дизайн (форма паралелепіпеда). Це було зроблено спеціально: таким чином стиль гробниці Фірдоусі був наближений до стилю архітектури Ахеменідської династії, а саме до гробниці Кира Великого в Пасаргадах. Представник зороастрійської партії Ірану в Меджлісі Кейхосров Шахрок особливо активно просував ідею відродження класичного архітектурного стилю Ахаменідів та Сасанідів.
Династія Пехлеві використала образ Фірдоусі як фактор, здатний просувати культурний престиж Ірану у світовій спільноті. Через таку експлуатацію шахом гробниця опинилася на межі руйнування революціонерами у 1979 році. Проте непоправного не сталося.